# Tilbury
Tilbury este un oraș în comitatul Essex, regiunea East, Anglia. Orașul se află în districtul unitar Thurrock.
Orașul este notabil datorită existenței unui port de apă profundă, a unui fort din secolul al XVI-lea și datorită faptului că în apropiere Regina Elisabeta I a ținut aici un faimos discurs în fața trupelor, înaintea invaziei așteptate a trupelor spaniole în 1588.